# Glochidion melvilliorum
Glochidion melvilliorum är en emblikaväxtart som beskrevs av Airy Shaw. Glochidion melvilliorum ingår i släktet Glochidion och familjen emblikaväxter. Inga underarter finns listade i Catalogue of Life.